# MI11
Pour les articles homonymes, voir Mi 11.
Le MI11 (pour Military Intelligence section 11, en français section no 11 du renseignement militaire), était un département de la Direction du renseignement militaire, qui fait partie du Bureau de la Guerre britannique. Il agissait comme service de sécurité militaire. Il était chargée de protéger les troupes britanniques contre les agents de l'ennemi parmi la population civile sur le théâtre de la guerre. Le MI11 avait repris le rôle anciennement affecté à la sécurité sur le terrain (« Field Security »), qui lui-même remplacé l'unité de renseignement de l'armée de terre britannique avant la Première Guerre mondiale. La section 11 fut dissoute après la Seconde Guerre mondiale.